# Гріс (переписна місцевість, Нью-Йорк)
Гріс (англ. Greece) — переписна місцевість (CDP) в США, в окрузі Монро штату Нью-Йорк. Населення — 14 429 осіб (2020).

## Географія
Гріс розташований за координатами 43°12′34″ пн. ш. 77°42′10″ зх. д. / 43.20944° пн. ш. 77.70278° зх. д. (43.209518, -77.702648).  За даними Бюро перепису населення США в 2010 році переписна місцевість мала площу 11,33 км², уся площа — суходіл.

## Демографія
Згідно з переписом 2010 року, у переписній місцевості мешкало 14 519 осіб у 6226 домогосподарствах у складі 3895 родин. Густота населення становила 1281 особа/км².  Було 6459 помешкань (570/км²).
Расовий склад населення:
| - 88,2 % — білих - 5,4 % — чорних або афроамериканців - 2,4 % — азіатів - 0,3 % — корінних американців - 1,6 % — осіб інших рас |

До двох чи більше рас належало 2,2 %. Частка іспаномовних становила 5,4 % від усіх жителів.
За віковим діапазоном населення розподілялося таким чином: 20,5 % — особи молодші 18 років, 59,4 % — особи у віці 18—64 років, 20,1 % — особи у віці 65 років та старші. Медіана віку мешканця становила 43,7 року. На 100 осіб жіночої статі у переписній місцевості припадало 88,8 чоловіків;  на 100 жінок у віці від 18 років та старших — 86,1 чоловіків також старших 18 років.
Середній дохід на одне домашнє господарство  становив 60 810 доларів США (медіана — 48 028), а середній дохід на одну сім'ю — 73 866 доларів (медіана — 61 905). Медіана доходів становила 44 777 доларів для чоловіків та 36 824 долари для жінок. За межею бідності перебувало 8,4 % осіб, у тому числі 10,3 % дітей у віці до 18 років та 6,5 % осіб у віці 65 років та старших.
Цивільне працевлаштоване населення становило 7135 осіб. Основні галузі зайнятості: освіта, охорона здоров'я та соціальна допомога — 34,1 %, роздрібна торгівля — 11,6 %, виробництво — 11,0 %, науковці, спеціалісти, менеджери — 10,7 %.